# Мокрый Ельник
Мокрый Ельник — деревня в Дзержинском районе Красноярского края в составе  Нижнетанайского сельсовета.

## География
Деревня находится в южной части района примерно в 11 километрах по прямой на юг-юго-восток от села Дзержинское.

## Климат
Климат резко континентальный, который проявляется в больших годовых амплитудах температуры воздуха. Среднемесячная температура января -21,4 оС, июля 18,2 оС. Средняя дата наступления мороза 7/IX, средняя дата окончания последнего мороза 31/V, средняя продолжительность безморозного периода – 98 дней. Средняя продолжительность отопительного сезона составляет 243 дня, средняя температура отопительного сезона – 9,1ºС. Количество осадков, выпадающих в теплый период, составляет 288 мм, а в холодный – 74 мм. Средняя высота снежного покрова на открытых участках составляет 36 см, максимальная – 50 см, минимальная – 17 см.

## Население
Постоянное население составляло 1 человек в 2002 году (русской национальности),  0 в 2010.